# Rhynchodontodes separata
Rhynchodontodes separata är en fjärilsart som beskrevs av W. Warren 1913. Rhynchodontodes separata ingår i släktet Rhynchodontodes och familjen nattflyn. Inga underarter finns listade.